# 멜리토폴 전투
멜리토폴 전투는 2022년 러시아의 우크라이나 침공 중 우크라이나 남부 멜리토폴 근교에서 우크라이나군과 러시아군이 벌인 전투이다. 이 전투는 헤르손 공세의 일부였다.

## 전투
러시아군은 2022년 2월 25일 오전 10시 30분, 대규모 충돌 가운데 멜리토폴에 진입했다. 올렉산드르 스타루흐 현지 주지사는 포탄이 아파트 건물을 강타하고 시가전이 격렬하게 벌어졌다고 전했다. 오전 10시에서 11시 사이에 기갑 공격으로 화재가 발생했으며 차량이 불에 탄 흔적을 남겼다. 비공식 소식통에 의하면, 지역 시의회는 포격 당했고 카메라에 찍힌 스크린샷에는 전차가 도시 중심가로 이동하는 모습이 담겨 있다. 전투 중 러시아군은 시내의 한 병원에 총격을 가해 4명이 숨지고 10명이 다쳤다.
도시는 2월 25일 항복하였고, 러시아군은 도시를 완전히 점령하였다. 우크라이나군은 이후 이 도시를 공격했다. 러시아는 2월 26일 도시를 점령했다고 주장했지만, 영국군 장관 제임스 헤피는 도시가 여전히 우크라이나의 지배하에 있는 것으로 보인다고 말했다.
이후 2월 26일, 러시아군은 도시의 일부 행정 건물에 러시아 국기를 게양했다. 자포리자주 주지사 올렉산드르 스타루흐는 이 도시에서 지역 방위군과의 총격전이 여전히 계속되고 있다고 말했다. 그는 또 러시아군과 우크라이나군 사이의 전투가 밤새 지속되었고, 14명의 우크라이나군이 부상을 입었다고 말했다.
2월 27일, 러시아군은 도시 지역을 포격했다. 다음 날, 자포리자주 우크라이나 국가비상대책본부는 러시아군이 긴급구조대 건물을 파손했다고 발표했다. 낮에는 지역군이 시청 청사를 탈환할 수 있었고, 건물은 지역 방위대의 보호 아래 있었다.
3월 1일, 러시아군은 멜리토폴과 다른 도시에 대한 공격을 재개하기 위한 준비를 시작했다. 멜리토폴의 시장 이반 페도로우는 이후 러시아가 도시를 점령했다고 말했다. 미 국방부도 멜리토폴이 러시아군에 의해 점령되었다고 확인했다.

## 여파
2022년 3월 1일, 멜리토폴 시민들은 도시의 점령에 반대하는 거리 시위를 벌였다. 시위대는 행진하며 러시아 군용 차량 행렬을 몸으로 막았다.
3월 10일, 멜리토폴 지역사 박물관의 관장인 레일라 이브라기모바가 러시아군에 의해 자택에서 체포되어 알려지지 않은 장소에 구금되었다. 하루 뒤, 멜리토폴 시장 이반 페도로우가 러시아군에게 협조를 거부하고 자신의 사무실에 우크라이나 국기를 계속 게양했다는 이유로 러시아군에 납치됐다.